# HD200615
HD200615 — хімічно пекулярна зоря спектрального класу B8, що має видиму зоряну величину в смузі V приблизно  8,1.
Вона  розташована на відстані близько 1647,3 світлових років від Сонця.